# Hvor er min sejr?
Hvor er min sejr? (originaltitel: Var finns min seger?) er en svensk dokumentarfilm fra 2003, der er instrueret af PeÅ Holmquist (Per Åke Holmquist) og Suzanne Khardalian med involvering fra Filmværkstedet.

## Handling
Armenien, en tidligere sovjetrepublik på grænsen til Europa, har i århundreder været plaget af krig. Senest stod kampen om den armenske enklave Nagorno-Karabakh, som i 1994 blev generobret fra nabolandet Aserbajdsjan. Nu gælder det freden, men trods sejren er situationen langt fra lykkelig i det lille land. Filmen følger Aida, en højt dekoreret militærlæge, som i sin tid forlod tre børn for at melde sig som frivillig, og David, der som 19-årig blev invalideret i kamp. Trods de mange monumenter, der er opført siden krigen, er de i tvivl om nytten af de ofre, de har bragt, og begge længes tilbage til tiden før og under den seneste krig. Deres vidnesbyrd gives en mere almen klangbund af forfatteren Peter Weiss' poetiske refleksioner omkring krigens væsen.